# Буянов Петро Кузьмич
Петро Кузьмич Буянов (10 лютого 1918, Миколаївська Тума, Рязанська губернія — 28 січня 2011, Ейлат, Ізраїль) — радянський футболіст, півзахисник. Пізніше — тренер. Учасник другої світової війни. Нагороджений орденом Вітчизняної війни II ступеня.

## Кар'єра футболіста
По закінченню чотирьох класів сільської школи переїхав до Москви, де жив його старший брат. Там він закінчив сім класів. Разом з родиною старшої сестри переїхав у Ворошиловград, вступивши в ФЗУ при паровозобудівному заводі за спеціальністю — слюсар з ремонту верстатів. Через пів року отримав значок «Готовий до праці і оборони». Грав за збірну Луганська на спартакіаді школярів та першості товариства «Спартак». Відвідував матчі місцевого «Динамо». Пізніше перевівся в технікум фізкультури, який переїхав з Артемівська у Ворошиловград. У команді технікуму, яка грала в чемпіонаті міста, став лідером. В її складі брав участь у фіналі Кубка Луганська, яке давало право брати участь в Кубку СРСР. Зустріч завершилася поразкою від команди «Дзержинець» (0:3).
Після фінальної гри його запросили в «Дзержинець» (нині — «Зоря»). Перша гра Кубка СРСР проти костянтинівської «Сталі» завершилася поразкою з розгромним рахунком (0:6). Чемпіонат Української РСР 1938 завершився перемогою для команди, Буянов тоді був капітаном «Дзержинця». У 1939 році грав разом з командою в другому по силі дивізіоні країни, де команда посіла 16 місце з 23 команд. Буянов був гравцем основного складу, зігравши в 21 грі з 22 ігор команди. У зв'язку з скороченням числа учасників, «Дзержинець» покинув турнір.
У 1940 році перейшов у харківський «Сільмаш», а через рік в ленінградський «Спартак» з Вищої ліги СРСР. У складі команди встиг зіграти в чотирьох іграх, проте через початок війни турнір був перерваний. Брав участь у битві за «Невський п'ятачок» у складі 941-го полку 256-ї стрілецької дивізії. Потрапив у полон і був звільнений у 1944 році. Перебував у таборі для переміщених осіб в Рутченково, тоді ж працював на шахті, добуваючи вугілля. У 1985 році нагороджений орденом Вітчизняної війни II ступеня.
Пізніше він був зарахований в ворошиловградське «Динамо». У 1946 році став гравцем сталінського «Шахтаря», який виступав у другому по силі дивізіоні СРСР. Разом з командою дійшов до півфіналу Кубка Української РСР, де «гірники» поступилися київському «Динамо». Турнір 1947 року завершився для команди другим місцем. Буянов тоді став кращим бомбардиром «Шахтаря» з 19 забитими голами.
У 1948 році став гравцем «Торпедо» з Сталінграда, який виступав у Вищій лізі. Петро грав у команді протягом двох років, проте через травму, отриману в грі з київським «Динамо», незабаром покинув команду. Потім грав за ворошиловградські «Трудові Резерви» і кадіївський «Шахтар».

## Тренерська кар'єра
Після закінчення кар'єри футболіста і перейшов на тренерську роботу. Завдяки Володимиру Шевченко працював з командами Краснодона та Кадіївки, які виступали в чемпіонаті Ворошиловградської області. У 1965 році тренував брянський «Шахтар». Разом з Олександром Ільїновим очолював групу з підготовки при команді майстрів «Трудові резерви», де серед його вихованців були Анатолій Шульженко, Олександр Журавльов, Анатолій Куксов, Вадим Добіжа, Анатолій Шакун, Ігор Бубличенко, Георгій Дегтярьов і Володимир Дьомушкін.
Також займався суддівством, обслуговуючи матчі Першої ліги СРСР. Суддя республіканської категорії. До 1978 року працював в обласному спортивному комітеті, де займався питаннями розвитку футболу. Працював у Луганській обласній федерації футболу. Аж до смерті проживав разом з дочкою в Ізраїлі. Під час святкування сімдесятиріччя донецького «Шахтаря» в 2006 році йому був вручений почесний знак «За заслуги перед клубом» II ступеня. 29 квітня 2013 року в донецькому центральному парку культури і відпочинку відбулося відкриття березової алеї пам'яті, присвяченій 32 футболістам «Стахановця» — учасникам Великої Вітчизняної війни. Серед них є ім'я Петра Буянова.

## Досягнення
«Дзержинець» (Ворошиловград)
- Чемпіон Української РСР (1): 1938

«Шахтар» (Сталіно)
- Срібний призер Першої ліги СРСР (1): 1947

## Статистика
| Сезон | Клуб                       | Ліга       | Чемпіонат | Чемпіонат | Кубок | Кубок |
| Сезон | Клуб                       | Ліга       | Ігри      | Голи      | Ігри  | Голи  |
| ----- | -------------------------- | ---------- | --------- | --------- | ----- | ----- |
| 1939  | Дзержинець (Ворошиловград) | Перша ліга | 21        | 4         | 1     | 1     |
| 1940  | Сільмаш (Харків)           | Перша ліга | 18        |           |       |       |
| 1941  | Спартак (Ленінград)        | Вища ліга  | 4         | 0         |       |       |
| 1946  | «Шахтар» (Сталіно)         | Перша ліга | 22        | 9         |       |       |
| 1947  | «Шахтар» (Сталіно)         | Перша ліга | 19        | 14        | 5     | 3     |
| 1948  | Торпедо (Сталінград)       | Вища ліга  | 25        | 3         | 1     | 0     |
| 1949  | Торпедо (Сталінград)       | Вища ліга  | 26        | 4         |       |       |

Джерела:
- Статистика — Профіль футболіста на сайті FootballFacts.ru (рос.) (рос.)